# Trichosteleum perchlorosum
Trichosteleum perchlorosum är en bladmossart som beskrevs av Brotherus och Niels Bryhn 1911. Trichosteleum perchlorosum ingår i släktet Trichosteleum och familjen Sematophyllaceae. Inga underarter finns listade i Catalogue of Life.